# Gynanisa maja
Espèce
Synonymes
- Saturnia maja Klug, 1836

Gynanisa maja est une espèce de lépidoptères de la famille des Saturniidae.